# Orthotylus neglectus
Orthotylus neglectus är en insektsart som beskrevs av Knight 1923. Orthotylus neglectus ingår i släktet Orthotylus och familjen ängsskinnbaggar. Inga underarter finns listade i Catalogue of Life.